# Paul Henri Fischer
Pour les articles homonymes, voir Paul Fischer et Fischer.
Paul Henri Fischer est un paléontologue et un zoologiste français, né le 7 juillet 1835 à Paris et mort le 28 novembre 1893 dans cette même ville.

## Biographie
Fils d’un marchand de tissu, il se passionne dès sa jeunesse pour l’histoire naturelle. Il fait des études de médecine d’abord à Bordeaux puis à Paris.
En 1861, il entre au Muséum national d'histoire naturelle comme préparateur d’Adolphe d’Archiac Desmier de Saint-Simon (1802-1868) au laboratoire de paléontologie.
Fischer obtient son titre de docteur en médecine en 1863 et exerce la médecine durant dix ans tout en menant, en parallèle, des recherches scientifiques. Bien qu’il soit tenté à plusieurs reprises d’entrer au Muséum, il n’obtint jamais satisfaction.
Il est notamment l’auteur de Recherches sur les reptiles fossiles de l'Afrique australe (1870), Manuel de conchyliologie et de paléontologie conchyliologique (1880-1887) et du Catalogue et distribution géographique des mollusques terrestres, fluviatiles et marins d’une partie de l’Indochine (1891).
Il participe, de 1880 à 1883, à quatre campagnes d’études des fonds marins. Fischer se consacre principalement aux invertébrés, actuels ou fossiles, et particulièrement aux mollusques. Il préside la Société zoologique de France en 1886.

## Source
- Article « Paul Henri Fischer » dans P. Jaussaud et É-R. Brygoo (2004), Du Jardin au Muséum en 516 biographies, Muséum national d'histoire naturelle, Paris.